# Susret profesionalnih kazališta za djecu i mlade
Susreti profesionalnih kazališta za djecu i mlade su kazališna manifestacija koja se održava svake godine u Čakovcu.

## O Susretima
Održavaju se od 1998. godine. Organizira ih Hrvatski centar ASSITEJ-a, Kazališna družina Pinklec i čakovečki Centar za kulturu. Hrvatski centar ASSITEJ-a je vodeća udruga kazališta za djecu i mlade u Hrvatskoj.
Na ovim se susretima sudionike nagrađuje u nekoliko kategorija:
- za najbolju predstavu
- za najbolju režiju
- za žensku ulogu
- za mušku ulogu
- za najbolju kostimografiju
- za najbolju scenografiju
- za najbolju scensku glazbu
- za najbolje oblikovanje svjetla

Na Susretima 2011. je godine ocjenjivački sud predložio uvesti od iduće godine nagrade:
- za najbolju dramatizaciju
- za najbolji dramski tekst
- za najbolji scenski pokret ili koreografiju

## Nagrade
- 1998.:
- 1999.:
- 2000.:
- 2001.:
- 2002.:
- 2003.:
- 2004.:
- 2005.:
- 2006.:
- 2007.:
- 2008.:
- 2009.:
- 2010.:
- 2011.: Ocjenjivački suci su bili Narcisa Bošnjak, Kim Cuculić i Jelena Kovačić dodijelili su ove nagrade:
za najbolju predstavu: Ružno pače Zagrebačkog kazališta mladih i Mala djeca, veliki ljudi Dječjeg kazališta Dubrava iz Zagreba
za najbolju režiju: Oliver Frljić za Družbu Pere Kvržice zagrebačkog Gradskog kazališta Žar ptice, za Matilda čakovečke Kazališne družine Pinkleca i zagrebačkog Dječjeg kazališta Dubrave
za žensku ulogu: Nina Violić, uloga Mame patke u Ružnom pačetu i Marija Kolb, uloga Majke i gđice Grdobine u Matildi
za mušku ulogu: Damir Klemenić u Tijelu zagrebačkog Gradskog kazališta Trešnje i Bruno Kontrec, uloga Oca i učenika u Matildi
za najbolju kostimografiju: Ana Savić-Gecan u predstavi Ružnom pačetu
za najbolju scenografiju: Tina Gverović i Ben Caina u predstavi Ružnom pačetu
za najbolju scensku glazbu: Mitja Vrhovnik Smrekar u predstavi Ružnom pačetu
za najbolje oblikovanje svjetla: Goran Jurković u predstavi Družbi Pere Kvržice